# Храмовое имя
Храмовое имя (кит. упр. 庙号, пиньинь miàohào, палл. мяохао) — имя, которое древнекитайский правитель получал после смерти. Под этим именем он обычно и запечатлевался в истории. По сути, это было имя-титул, оно обязательно включало в себя компоненты «ди» («хуанди»), «цзу» или «цзун». Подобная традиция существовала также во Вьетнаме, Корее, Японии.
Храмовое имя не следует путать с названием периода правления. Храмовое имя отличается и от посмертного: и то, и то давались умершему правителю, однако, в отличие от сложного длинного посмертного имени, храмовое всегда состоит из двух китайских иероглифов:
1. прилагательное; выбирается по обстоятельствам, сопровождавшим правление. Список прилагательных во многом совпадает со списком посмертных имён, но обычно в именах одного человека прилагательные, кроме 忠 не повторяются. Основатели династий обычно получают прилагательное «высокий» (高) или «великий» (太);
2. «император»: «ди» либо «цзу» (祖), либо «цзун» (宗) (Тай-цзун).
  - «Цзу» («праотец, прадед») даётся основателям династии или её ветви. Корейский вариант — чо (조), вьетнамский — то (tổ) (Ле Тхай-то);
  - «Цзун» («предок») используется для остальных императоров. Корейский вариант — чонъ (종), вьетнамский — тонг (tông) (Ле Тхай-тонг).

Слово «храм» — часто слова «храм поминания предков» (кит. 太廟, пиньинь tàimiào, палл. таймяо), где кронпринц с родственниками проводил службы по умершим предкам. На табличках в храме были записаны храмовые имена предков.
В ранние годы правившие императоры получали храмовые имена, эта практика распространялась с династии Хань, а обязательной стала в правление династии Тан. От Тан и по Мин (не включительно) императоров называли по девизам правления.
В Корее под храмовым именами известны правители ранней Корё (до 1274), а также Чосон. Правители Корейской империи (1897—1910) также обычно известны под храмовыми именами.
Во Вьетнаме большинство правителей известны по храмовым именам, исключения — Нгуены и тэйшонов, известных по девизам правления